# Аделейд (півострів)
Аделейд (англ. Adelaide Peninsula), також Аделаїда — великий півострів на північному заході Канади.

## Географія
Розташований на півночі материкової частини території Нунавут. На захід від півострова лежить затока Квін-Мод. На півночі протока Сімпсон шириною 3,5 км відокремлює його від великого острова Кінг-Вільям. На сході омивається водами затоки Чантрі. На півдні води затоки Шерман (Sherman Basin), що глибоко вдається в сушу, омивають півострів з четвертого боку. Острів пов'язаний з материком лише перешийком на південному сході. Територією півострова розкидано величезна кількість безіменних озер, а прибережні води всипані дрібними островами (особливо на півночі та сході).
1848 року на півострові загинули останні члени британської арктичної експедиції Джона Франкліна.